# Кара (Катанцаро)
Кара је насеље у Италији у округу Катанцаро, региону Калабрија.
Према процени из 2011. у насељу је живело 277 становника. Насеље се налази на надморској висини од 351 м.